# Liste der Monuments historiques in Baden (Morbihan)
Die Liste der Monuments historiques in Baden (Morbihan) führt die Monuments historiques in der französischen Gemeinde Baden auf.

## Liste der Bauwerke
| Bezeichnung              | Beschreibung | Standort                  | Kennzeichnung | Schutzstatus | Datum | Bild           |
| ------------------------ | ------------ | ------------------------- | ------------- | ------------ | ----- | -------------- |
| Dolmen von Mané-Ven-Guen |              | La Grotte Toulvern (Lage) | PA00091013    | Inscrit      | 1980  | weitere Bilder |
| Mur des Vénètes          |              | Pointe du Blair (Lage)    | PA00091014    | Inscrit      | 1970  |                |

## Liste der Objekte
- Monuments historiques (Objekte) in Baden (Morbihan) in der Base Palissy des französischen Kultusministeriums